# Ronde van Frankrijk 2021/Zevende etappe
De zevende etappe van de Ronde van Frankrijk 2021 werd verreden op 2 juli met start in Vierzon en finish in Le Creusot.

## Verloop
Een rommelige start met diverse mislukte ontsnappingspogingen leidde uiteindelijk tot een grote kopgroep van 29 renners. Onder hen waren Mathieu van der Poel en Wout van Aert, de nummers 1 en 3 in het klassement, groenetruidrager Mark Cavendish en Vincenzo Nibali, een outsider voor het eindklassement. Hun voorsprong groeide tot bijna zeven minuten. Ruben Guerreiro viel als eerste weg uit de kopgroep.
Matej Mohorič en Brent Van Moer reden weg om de bergpunten op de eerste col te bevechten, maar bleven daarna vooruit rijden. Achter hen was de samenwerking verloren, met diverse mislukte aanvallen afgewisseld met trage perioden. Enkel Van der Poel leek nog bereid tempo te maken. Jasper Stuyven en Victor Campenaerts wisten uiteindelijk te ontsnappen en dichtten het gat naar de twee koplopers. Tijdens de beklimming van de Côte de la Croix de la Libération moest Campenaerts zijn medevluchters laten gaan. Patrick Konrad en Franck Bonnamour dunden de achtervolgende groep snel uit. In de afdaling ontsnapte Bonnamour uit de groep.
Kort voor het begin van de klim van de Signal d'Uchon werd Bonnamour teruggepakt door de achtervolgende groep, waar Xandro Meurisse in dienst van Van der Poel het tempo bepaalde. Konrad viel aan in de klim, en ook anderen ontsnapten uit de groep of vielen juist weg. Op het laatste, steile deel van de klim, reed Mohorič weg van zijn medevluchters. Kasper Asgreen bracht de restanten van de groep met Van der Poel en Van Aert terug bij de meeste achtervolgers voor hem. Op de top van de beklimming lag Konrad één minuut achter Mohorič en de groep één minuut en vijftien seconden. In het peloton moest Primož Roglič lossen en viel kort voor de top Richard Carapaz aan.
Magnus Cort, Bonnamour en Asgreen ontsnapten uit de achtervolgende groep en haalden Konrad en daarna Van Moer bij. Later sprong ook Van Aert weg uit de groep en kreeg Van der Poel mee. Mohorič kwam solo als eerste aan. Stuyven wist de achtervolgende groep voor te blijven, waar Van Aert en Van der Poel vlak voor de finish nog wisten aan te sluiten. Cort won de sprint voor de derde plaats. Carapaz werd op slechts enkele meters van de finish bijgehaald door het peloton van favorieten. Roglič verloor ruim vierenhalve minuut op de groep favorieten en lijkt daarmee zijn kansen op de eindzege te hebben verspeeld.

## Uitslag
| Vierzon – Le Creusot (249,1 km) |                      |                       |          |
| Plaats                          | Naam                 | Ploeg                 | Tijd     |
| 1                               | Matej Mohorič        | Bahrain-Victorious    | 5u28'20" |
| 2                               | Jasper Stuyven       | Trek-Segafredo        | + 1'20"  |
| 3                               | Magnus Cort          | EF Education-Nippo    | + 1'40"  |
| 4                               | Mathieu van der Poel | Alpecin-Fenix         | z.t.     |
| 5                               | Kasper Asgreen       | Deceuninck–Quick-Step | z.t.     |
| 6                               | Franck Bonnamour     | B&B Hotels p/b KTM    | z.t.     |
| 7                               | Patrick Konrad       | BORA-hansgrohe        | z.t.     |
| 8                               | Wout van Aert        | Team Jumbo-Visma      | z.t.     |
| 9                               | Brent Van Moer       | Lotto Soudal          | + 1'44"  |
| 10                              | Dorian Godon         | AG2R-Citroën          | + 2'45"  |

| Algemeen klassement |                      |                       |           |
| Plaats              | Naam                 | Ploeg                 | Tijd      |
| Gele trui           | Mathieu van der Poel | Alpecin-Fenix         | 25u39'17" |
| 2                   | Wout van Aert        | Team Jumbo-Visma      | + 30"     |
| 3                   | Kasper Asgreen       | Deceuninck–Quick-Step | + 1'49"   |
| 4                   | Matej Mohorič        | Bahrain-Victorious    | + 3'01"   |
| 5                   | Tadej Pogačar        | UAE Team Emirates     | + 3'43"   |
| 6                   | Vincenzo Nibali      | Trek-Segafredo        | + 4'12"   |
| 7                   | Julian Alaphilippe   | Deceuninck–Quick-Step | + 4'23"   |
| 8                   | Aleksej Loetsenko    | Astana-Premier Tech   | + 4'56"   |
| 9                   | Pierre Latour        | Team TotalEnergies    | + 5'03"   |
| 10                  | Rigoberto Urán       | EF Education-Nippo    | + 5'04"   |

## Nevenklassementen
| Puntenklassement |                      |                       |        |
| Plaats           | Naam                 | Ploeg                 | Punten |
| Groene trui      | Mark Cavendish       | Deceuninck–Quick-Step | 168    |
| 2                | Mathieu van der Poel | Alpecin-Fenix         | 103    |
| 3                | Jasper Philipsen     | Alpecin-Fenix         | 102    |

| Bergklassement |                      |                    |        |
| Plaats         | Naam                 | Ploeg              | Punten |
| Bolletjestrui  | Matej Mohorič        | Bahrain-Victorious | 11     |
| 2              | Ide Schelling        | Bora-Hansgrohe     | 5      |
| 3              | Mathieu van der Poel | Alpecin-Fenix      | 4      |

| Jongerenklassement |                  |                   |           |
| Plaats             | Naam             | Ploeg             | Tijd      |
| Witte trui         | Tadej Pogačar    | UAE Team Emirates | 25u43'00" |
| 2                  | Jonas Vingegaard | Team Jumbo-Visma  | + 1'35"   |
| 3                  | David Gaudu      | Groupama-FDJ      | + 2'27"   |

| Ploegenklassement |                    |           |
| Plaats            | Ploeg              | Tijd      |
|                   | Jumbo-Visma        | 77u09'12" |
| 2                 | Trek-Segafredo     | + 13"     |
| 3                 | EF Education-Nippo | + 2'25"   |
| 4                 | Bahrain-Victorious | + 3'07"   |
| 5                 | Astana Pro Team    | + 4'40"   |

1e etappe ·
2e etappe ·
3e etappe ·
4e etappe ·
5e etappe ·
6e etappe ·
7e etappe ·
8e etappe ·
9e etappe ·
10e etappe ·
11e etappe ·
12e etappe ·
13e etappe ·
14e etappe ·
15e etappe ·
16e etappe ·
17e etappe ·
18e etappe ·
19e etappe ·
20e etappe ·
21e etappe
Startlijst · Eindstanden · Afbeeldingen